# HMS Wheatland (L122)
Le HMS Wheatland (pennant number L122) est un destroyer d'escorte de classe Hunt de type II construit pour la Royal Navy pendant la Seconde Guerre mondiale.

## Construction
Le Wheatland est commandé le 4 septembre 1939 dans le cadre du programme d'urgence de la guerre de 1939 pour le chantier naval de Yarrow Shipbuilders Ltd. de Scotstoun en Ecosse. La pose de la quille est effectuée le 30 mai 1940, le Wheatland est lancé le 7 juin 1941 et mis en service le 3 novembre 1941.
Il a été parrainé par la communauté civile de Uttoxeter dans le Staffordshire pendant la campagne nationale du Warship Week (semaine des navires de guerre) en mars 1942.
Les navires de classe Hunt sont censés répondre au besoin de la Royal Navy d'avoir un grand nombre de petits navires de type destroyer capables à la fois d'escorter des convois et d'opérer avec la flotte. Les Huntde type II se distinguent des navires précédents type I par une largeur (Maître-bau) accrue afin d'améliorer la stabilité et de transporter l'armement initialement prévu pour ces navires.
Le Hunt type II mesure 80,54 m de longueur entre perpendiculaires et 85,34 m de longueur hors-tout. Le Maître-bau du navire mesure 9,60 m et le tirant d'eau est de 3,51 m. Le déplacement est de 1 070 t standard et de 1 510 t à pleine charge.
Deux chaudières Admiralty produisant de la vapeur à 2 100 kPa et à 327 °C alimentent des turbines à vapeur à engrenages simples Parsons qui entraînent deux arbres d'hélices, générant 19 000 chevaux (14 000 kW) à 380 tr/min. Cela donné une vitesse de 27 nœuds (50 km/h) au navire. 281 t de carburant sont transportés, ce qui donne un rayon d'action nominale de 2 560 milles marins (4 740 km) (bien qu'en service, son rayon d'action tombe à 1 550 milles marins (2 870 km)).
L'armement principal du navire est de six canons de 4 pouces QF Mk XVI (102 mm) à double usage (anti-navire et anti-aérien) sur trois supports doubles, avec un support avant et deux arrière. Un armement antiaérien rapproché supplémentaire est fourni par une monture avec des canons quadruple de 2 livres "pom-pom" MK.VII et deux  canons Oerlikon de 20 mm Mk. III montés dans les ailes du pont. Les montures jumelles motorisées d'Oerlikon sont remplacées par des Oerlikons simples au cours de la guerre. Jusqu'à 110 charges de profondeur pouvaient être transportées,. Le navire a un effectif de 168 officiers et hommes,.

## Histoire

### Seconde guerre mondiale

#### 1941
Après avoir terminé son armement et sa mise en service, le Wheatland se rend à Scapa Flow le 4 novembre 1941 pour s'entraîner avec les navires de guerre de la Home Fleet. Il est mobilisé en décembre pour rejoindre la marine pour l'opération Anklet, l'assaut contre les Lofoten en Norvège en tant qu'attaque de diversion à l'appui de l'opération Archery. Le but principal de l'opération Anklet était de recueillir des informations sur le chiffrage Enigma, et s'est achevé lorsqu'ils ont obtenu une machine Enigma, les anneaux de chiffrement et des documents confidentiels sur le navire auxiliaire allemand Geier (V5904), et adressée à la British Decoding Authority à Bletchley Park.
Le Wheatland quitte Scapa Flow le 24 décembre avec le croiseur léger Arethusa (26); les destroyers Ashanti (F51), Bedouin (F67), Eskimo (F75), Somali (F33), Lamerton (L88), les destroyers polonais ORP Kujawiak (L72) et ORP Krakowiak (L115), les corvettes norvégiens HNoMS Andenes et HNoMS Eglantine, les dragueurs de mines Speedwell (J87), Harrier (J71) et Halcyon (J42), les navires amphibies de débarquementHMS Princess Josephine Charlotte et HMS Prince Albert et un certain nombre d'autres navires auxiliaires. Il est détaché le 26 décembre pour escorter la Princess Josephine Charlotte endommagée qui ne pouvait plus participer à la campagne de retour à Scapa Flow,,.

#### 1942

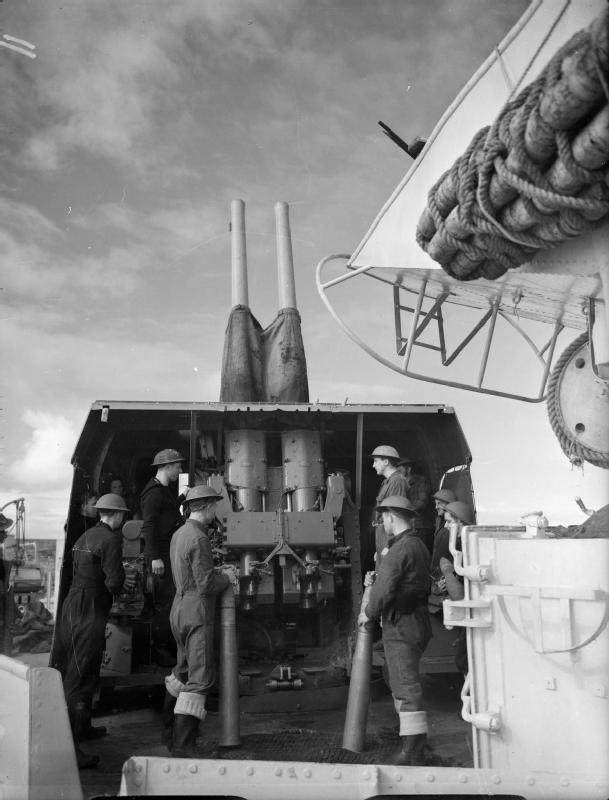
La tourelle QF 4 pouces à double canon sur le HMS Wheatland en préparation pour engager des cibles aériennes

Le Wheatland se sépare de la Home Fleet en janvier 1942 pour rejoindre la 1ère Flottille de destroyers basée à Portsmouth, servant d'escorte et de patrouille dans la Manche. En mars, il est retransféré à la Home Fleet à Scapa Flow, soutenant la protection des convois arctiques transportant des fournitures de guerre vers l'Union soviétique, qui est constamment menacée en raison de la face du cuirassé Tirpitzet des croiseurs lourds Admiral Sheer et Admiral Hipper dans les ports norvégiens.
Le 20 mars, le Wheatland prend part à l'escorte du convoi PQ13 à Mourmansk et retourne avec le convoi QP9. Les forces d'escorte comprennent les cuirassés King George V (41) et Duke of York (17), les croiseurs Renown (1916), Victorious (R38), Edinburgh (16) etKent (54), les destroyers Ashanti, Bedouin, Echo (H23), Escapade (H17), Eskimo, Faulknor (H62), Foresight (H68), Icarus (D03), Inglefield (D02), Marne (G35), Onslow (G17), Punjabi (F21) et Tartar (F43), les destroyers d'escorte Ledbury (L90) et Middleton (L74). Le 9 avril, il continue avec l'escorte du convoi PQ14 et le convoi QP10 revient avec la même protection principale, escorté par les destroyers Bedouin, Escapade, Eskimo, Faulknor, Matchless (G52), Offa (G29), Onslow, Somali, Belvoir (L32), Ledburry et Middleton,,,,.
Le 3 mai, le Wheatland fait partie de la protection du King George V endommagé retournant en Islande, après que le cuirassé eut heurté le destroyer Punjabi, le faisant couler. Plus tard le 20 mai, il escorté le cuirassé Duke of York de Scapa Flow en Islande pour remplacer le King George V en tant que protection à distance pour les convois de l'Arctique. Le 23 mai, il fait partie de l'escorte des convois PQ16 et QP12. Cette fois, avec la participation de navires de l'US Navy: le porte-avions USS Washington (BB-56), le croiseur lourd USS Wichita (CA-45) et les destroyers USS Mayrant (DD-402), USS Rhind (DD-404), USS Rowan (DD-405) et USS Wainwright (DD-419); Les forces de la Royal Navy comprennent le cuirassé Duke of York, le porte-avions Victorious, le croiseur London (69) escorté par les destroyers Eclipse (H08), Faulknor, Fury (H76), Icarus, Intrepid (D10), Blankney (L30), Lamerton (L88) et Middleton. Le Wheatland et sa flotte retournent à Scapa Flow le 29 mai.
En juillet, le Wheatland rejoint la force de soutien à distance pour le prochain convoi arctique PQ17 pour la Russie et le convoi QP13pour le retour. La composante d'escorte directe du convoi est constituée des croiseurs London et Norfolk (78), du Wichita et Tuscaloosa (CA-37) et des destroyers USS Wainwright et USS Rowan. La protection à distance du convoi comprend les cuirassés Duke of York et USS Washington, le porte-avions Victorious, les croiseurs Cumberland (57) et Nigeria (60) et les destroyers Ashanti, Escapade, Faulknor, Marne, Martin (G44), Onslaugh (G04), Onslow, les destroyers d'escorte Blankney, Middleton et Wheatland. Une puissante force de défense est concentrée pour empêcher l'interception par les cuirassés allemands Tirpitz, Admiral Scheer, Admiral Hipper et Lützow dans les eaux nord du convoi PQ17.
Le convoi PQ17 est constamment harcelé par des avions et des sous-marins ennemis. Cependant, le Département naval britannique a estimé à tort que le convoi PQ17 risquait une attaque coordonnée par les principaux navires de la flotte allemande; une série d'ordres est envoyée au convoi le 4 juillet, ordonnant finalement au convoi de "se disperser" dans les ports soviétiques. Pendant ce temps, faisant face à une puissante force ennemie, les croiseurs et les destroyers à distance modifient leur navigation vers l'ouest, abandonnant de fait les navires marchands. ils sont lourdement endommagés par les frappes aériennes et les sous-marins ennemis,,.
Le Wheatland arrive à Scapa Flow le 6 juillet, lorsqu'il est relevé de ses fonctions pour être révise au chantier naval Humber de Kingston upon Hull à partir du 22 juillet. La réparation est achevée le 22 août lorsqu'il effectue ses tests après révision avant de rejoindre la Home Fleet. Le 5 septembre, le Wheatland et son sister ship Wilton (L128) se regroupe avec le porte-avions d'escorte Avenger (D14) pour rejoindre le convoi PQ18. La leçon tirée de la tragédie du convoi PQ17 est encore présente, avec le croiseur léger Scylla (98) et 16 destroyers, la composition du convoi est renforcée par un porte-avions d'escorte et deux croiseurs de défense, afin de combattre la capacité aérienne de l'adversaire. La force de protection à distance comprend deux cuirassés britanniques, deux croiseurs et quatre destroyers. Le Wheatland rejoint le convoi PQ18 le 9 septembre, et après avoir terminé sa mission, il quitte le convoi PQ18 le 17 septembre pour rejoindre les porte-avions Avenger et Scylla pour la protection du convoi QP14 pour le voyage de retour, qui se termine le 20 septembre.
En octobre, le Wheatland est nommé pour l'opération Torch, le débarquement allié en Afrique du Nord. Il rejoint le navire de commandement amphibie Bulolo (F82) à Gibraltar en novembre, où le Wheatland et ses sister ship Lamerton et Wilton rejoignent la 57e Division de destroyers comprenant également le Bicester (L34), le Zetland (L59) et avec le Bramham (L51) en réparation. Le 8 novembre, il rejoint la Eastern Naval Task Force (Force opérationnelle orientale), avec le Bulolo, le porte-avions Avenger et les croiseurs Sheffield (C24) Scylla et Charybdis (88) pour soutenir le débarquement à Alger. Le Wheatland et le Lamerton débarquent des forces sur Bône le 12 novembre et escortent un convoi de ravitaillement deux jours plus tard,,.

#### 1943
Le Wheatland poursuit ses patrouilles et ses escortes dans la région de la Méditerranée occidentale. Le 17 février 1943, le Wheatland et son navire jumeau Easton (L09) coulent le sous-marin italien Asteria au large de Bougie, en Algérie; et le 23 février, en escortant le convoi KMF10A, le Wheatland, le Lamerton et le Bicester coulent le sous-marin U-Boot U-443 au large d'Alger à la position géographique de 36° 55′ N, 2° 25′ E,.
En mai, le Wheatland escorte le convoi KMF14/UGS8 et participe à des activités de blocus pour empêcher les navires ennemis de retirer leurs forces de la Tunisie, dans le cadre de l'opération Retribution. Il soutient ensuite des opérations de déminage en vue de l'opération Corkscrew, du bombardement et du débarquement sur l'île de Pantellaria dans le détroit de Sicile. Le 11 juin, il participe directement au débarquement sur l'île italienne.
En juillet, le Wheatland est mobilisé pour l'opération Husky, le prochain débarquement allié en Sicile, en Italie. Le Wheatland et le Wilton sont affectés à l'Escort Group U et quittent Alger le 7 juillet dans le cadre du convoi KMS18. Lorsqu'il arrive à Sousse le lendemain, il se détache pour escorter le convoi SBF1 et lorsqu'il arrive sur le site de débarquement de Bark South le 10 juillet, il est chargé de patrouiller et d'escorter le convoi. Le 31 juillet, il bombarde Taormina, en Sicile, et soutient les opérations au sol. Le 16 août, il soutient le débarquement de la Royal Navy sur la pointe de Scarletta, en Sicile,.
En septembre, le Wheatland continue de soutenir l'opération Avalanche, les débarquements alliés à Salerne, en Italie, en escortant des convois pour servir l'opération. À la fin de l'année, il escorte des convois entre Naples et Augusta, en Sicile et dans la région de la Méditerranée centrale.

#### 1944
Le Wheatland continue à opérer en Méditerranée jusqu'en juin 1944, date à laquelle avec le Exmoor (L08), le Catterick (L81), le Ledbury, le Liddesdale (L100), le Tetcott (L99) et le Chiddingfold (L31) sont transférés à la 22e Flottile de destroyers basée à Malte.
En juillet, le Wheatland est temporairement transféré au commandement de la marine américaine lors de l'opération Dragoon, les débarquements alliés dans le sud de la France, et est affecté à l'escorte de la Task Force 88.1 (Force opérationnelle 88.1 ou TF 88.1) durant cette campagne, une force opérationnelle composée de porte-avions Khedive (D62), Emperor (D98), Searcher (D40), Pursuer (D73) et Attacker (D02), les croiseurs Royalist (89) et Delhi (D47) et les destroyers Troubridge (R00), Tuscan (R56), Tyrian (R67), Teazer (R23), Tumult (R11) et le destroyer grec Navarinon. Le Wheatland quitte Alger le 10 août pour remplacer le Tumult et le 15 août, est déployé hors de la zone d'attaque avec la Force opérationnelle 88.1. La TF 88.1 se retire à La Maddalena en Sardaigne pour se ravitailler en carburant et faire une pause le 19 août, avant de retourner dans la zone d'attaque deux jours plus tard pour reprendre la mission. L'unité s'est retirée à La Maddalena le 24 août, et la Force opérationnelle 88.1 est dissoute trois jours plus tard,.
Le Wheatland retourne sous commandement de la Royal Navy et est transféré en mer Adriatique pour soutenir les opérations terrestres pour les groupes de résistance. En opérant avec son navire jumeau HMS Avon Vale le 1er novembre, il rencontre une force flottante ennemie au sud de l'île de Lussino, en Croatie, coulant le torpilleur allemand TA-20 et les corvettes UJ202 (Heinz Trautwein) et UJ208 (Klaus Wenke), le Avon Vale sauve un total de 90 survivants de ces trois navires de guerre allemands. Le 28 novembre, le Wheatland et son navire jumeau Aldenham (L22) aident au débarquement de la Yougoslavie dans le cadre de l'opération Exterminate,,.

#### 1945
Le Wheatland continue de fonctionner dans l'Adriatique. En mars 1945, à la fin du conflit en Europe, il est choisi pour opérer en Extrême-Orient. Le navire est donc réaménagé au port de Tarente, en Italie, et une fois la révision terminée, il part pour Devonport, en Angleterre, le 20 juillet pour les derniers préparatifs. Cependant, parce que la reddition du Japon est accepté à la mi-août, ce qui met fin complètement à la Seconde Guerre mondiale, l'expédition du navire en Extrême-Orient est annulée.

### Après-guerre
Le Wheatland est renvoyé à la Reserve Fleet (flotte de réserve) à Devonport, et reste ancré jusqu'en 1953 lorsqu'il est brièvement remorqué à Penarth, au Pays de Galles, puis reléguée à la force de réserve à Gibraltar.
En 1955, il est remorqué à Harwich, puis inscrit sur la liste des démolitions. Le navire est vendu à BISCO en septembre 1957 et est démantelé au chantier McLennan à Bo'ness, en Écosse, le 20 septembre 1959,.

### Honneurs de bataille
- ARCTIC 1942
- NORTH AFRICA 1942-43
- MEDITERRANEAN 1943
- SICILY 1943
- SALERNO 1943
- ADRIATIC 1944

### Commandement
- Lieutenant (Lt.) Ronald de Leighton Brooke (RN) du 7 octobre 1941 à septembre 1943
- Lieutenant (Lt.) Hugh Askew Corbett (RN) de septembre 1943 au 18 décembre 1944
- A/Lieutenant Commander (A/Lt.Cdr.) Philip Archer-Shee (RNVR) du 18 décembre 1944 au 14 août 1945
- Lieutenant (Lt.) Robert Graham Woodward (RN) du 14 août 1945 à fin 1945